# Абрамово (Вологодська область)
Абрамово — сільце у Вологодському районі Вологодської області РФ.
Входить до складу Старосільського сільського поселення, з точки зору адміністративно-територіального поділу — в Старосільській сільраді.
Відстань по автодорозі до районного центру Вологди — 53 км, до центру муніципального освіти Стрізнево — 12 км. Найближчі населені пункти — Шірогорьє, Кучино, Сарейка.
За перепису 2002 року населення — 6 осіб.